# Kerpiçlik, Ödemiş
Kerpiçlik là một xã thuộc huyện Ödemiş, tỉnh İzmir, Thổ Nhĩ Kỳ. Dân số thời điểm năm 2010 là 312 người.